# 이저벨 루커스
이저벨 루커스(Isabel Lucas, 1985년 1월 29일 ~ )는 오스트레일리아의 배우이다.

## 출연 작품
- 트랜스포머: 패자의 역습 (2009)
- 신들의 전쟁 (2011)